# Ernst Dospel
Ernst Dospel (ur. 8 października 1976 w Absdorfie) – austriacki piłkarz występujący na pozycji obrońcy. Zawodnik klubu First Vienna FC.

## Kariera klubowa
Treningi rozpoczął w 1986 roku w klubie SV Absdorf. W 1990 roku przeszedł do juniorów Austrii Wiedeń. W 1995 roku został włączony do jej pierwszej drużyny grającej w austriackiej Bundeslidze. W tych rozgrywkach zadebiutował 21 października 1995 roku w wygranym 1:0 pojedynku z LASK Linz. 11 września 1999 roku w wygranym 5:2 spotkaniu z Grazerem AK strzelił pierwszego gola w Bundeslidze. W pierwszej drużynie Austrii spędził 11 lat. W tym czasie zdobył z nią 2 mistrzostwa Austrii (2003, 2006), 3 Puchary Austrii (2003, 2005, 2006) oraz 2 Superpuchary Austrii (2003, 2004).
W 2006 roku Dospel odszedł do Sturmu Graz, także grającego w Bundeslidze. Pierwszy ligowy mecz zaliczył tam 9 września 2006 roku przeciwko Austrii Wiedeń (0:0). W Sturmie spędził pół roku, a na początku 2007 roku został graczem ekipy SV Pasching, również z Bundesligi. Jego barwy reprezentował także przez pół roku.
Latem 2007 roku przeszedł do innego pierwszoligowego zespołu, SV Ried. Zadebiutował tam 11 lipca 2007 roku w przegranym 1:2 spotkaniu z Mattersburgiem. W Ried Dospel występował przez rok. Dwa kolejne lata spędził w drugoligowej Admirze Wacker Mödling.
W 2010 roku wrócił do SV Absdorf, a na początku 2011 roku podpisał kontrakt z zespołem First Vienna FC z Erste Ligi.

## Kariera reprezentacyjna
W reprezentacji Austrii Dospel zadebiutował 29 marca 2000 roku w zremisowanym 1:1 towarzyskim meczu ze Szwecją. W latach 2000–2005 w drużynie narodowej rozegrał w sumie 19 spotkań.